# لی جون-هو (اسکیت‌باز سرعت)
لی جون-هو (انگلیسی: Lee Joon-ho؛ زادهٔ ۷ سپتامبر ۱۹۶۵) اسکیت‌باز سرعت اهل کره جنوبی است.
وی در مسابقات کشوری و بین‌المللی در مجموع برندهٔ ۸ مدال طلا، ۶ مدال نقره، ۴ مدال برنز شده‌است.